# Rhinolophus blasii
Il ferro di cavallo di Blasius (Rhinolophus blasii  Peters, 1867) è un Pipistrello della famiglia dei Rinolofidi diffuso in Africa, Europa meridionale e Medio Oriente.

## Descrizione

### Dimensioni
Pipistrello di medie dimensioni, con la lunghezza della testa e del corpo tra 46,5 e 54 mm, la lunghezza dell'avambraccio tra 43 e 50 mm, la lunghezza della coda tra 19 e 35 mm, la lunghezza del piede tra 8 e 11 mm, la lunghezza delle orecchie tra 15,8 e 22 mm e un peso fino a 15 g.

### Aspetto
La pelliccia è di media lunghezza, densa, soffice e lanuginosa. Le parti dorsali variano dal fulvo-grigiastro al grigio-brunastro talvolta con delle sfumature color lilla, mentre le parti ventrali sono considerevolmente più chiare. Le orecchie sono relativamente corte e bruno-grigiastre. La foglia nasale presenta una lancetta triangolare, con i bordi leggermente concavi e la punta arrotondata, un processo connettivo ben sviluppato e con l'estremità stretta ed appuntita, una sella priva di peli, con i bordi convergenti verso l'alto e l'estremità stretta e piegata in avanti. La porzione anteriore è stretta, non copre interamente il muso, è priva di fogliette laterali e ha un incavo centrale indistinto alla base. Il labbro inferiore ha tre solchi longitudinali ben sviluppati, eccetto nella sottospecie R.b.empusa dove sono poco definiti. Le membrane alari sono bruno-grigiastre scure, la prima falange del quarto dito è relativamente lunga. La coda è lunga ed inclusa completamente nell'ampio uropatagio. Il primo premolare superiore è piccolo e situato lungo la linea alveolare.

### Ecolocazione
Emette ultrasuoni ad alto ciclo di lavoro con impulsi a frequenza costante di 93–98 kHz e di durata di circa 40-50 mS.

## Biologia

### Comportamento
Si rifugia in estate all'interno di grotte calcaree e cavità artificiali nella parte più meridionale del suo areale, mentre nei sottotetti di grandi edifici più a nord, prevalentemente in ambienti caldi dove forma colonie composte da qualche decina a qualche migliaio di individui. Sono stati osservati vivai fino a 300 femmine. Entra in ibernazione nei periodi più freddi occupando siti sotterranei. Si tratta di una specie sedentaria.

### Alimentazione
Si nutre di insetti, particolarmente lepidotteri e coleotteri catturati in volo.

### Riproduzione
Le femmine danno alla luce un piccolo alla volta tra giugno e luglio, localmente anche in agosto. Gli accoppiamenti solitamente avvengono tra l'autunno e l'inverno, seguiti da un ritardo dello sviluppo embrionale durante i periodi di ibernazione. I nascituri diventano indipendenti dopo circa un mese di vita e vengono svezzati dopo un altro mese.

## Distribuzione e habitat
Questa specie è diffusa nell'Africa nord-occidentale, orientale e meridionale, in Europa meridionale e nel Medio oriente da Israele fino al Pakistan nord-orientale. La sua presenza in Italia nella provincia di Trieste non è stata confermata.
Vive in boschi e arbusteti fino a 2.215 metri di altitudine, sebbene possa inoltrarsi anche in aree desertiche .

## Tassonomia
Sono state riconosciute 4 sottospecie:
- R.b.blasii: Marocco orientale, Algeria e Tunisia settentrionali; Austria, Bosnia ed Erzegovina, Croazia, Montenegro, Serbia, Albania, Grecia, isola di Creta, Cipro, Bulgaria, coste dell'Anatolia occidentale e meridionale, Siria occidentale, Libano, Israele, Giordania occidentale, Yemen occidentale, Oman nord-orientale;
- R.b.andreinii (Senna, 1905): Etiopia centro-orientale e Somalia settentrionale:
- R.b.empusa (Andersen, 1904): Tanzania sud-occidentale, Malawi, Zambia centro-meridionale, Mozambico centro-occidentale, Zimbabwe, Botswana orientale, Swaziland e Sudafrica nord-orientale;
- R.b.meyeroehmi (Felten, 1977): Armenia, Azerbaigian, Georgia, Iran, Turkmenistan, Afghanistan e Pakistan nord-orientale.

## Conservazione
La IUCN Red List, considerato che questa specie è ampiamente diffusa, anche se in alcune aree come i Balcani sia in declino e in altre stabile, classifica R.blasii come specie a rischio minimo (Least Concern)). Probabilmente è il rinolofo più raro in Europa.